# Phyllognathus excavatus
Phyllognathus excavatus är en skalbaggsart som beskrevs av Forster 1771. Phyllognathus excavatus ingår i släktet Phyllognathus och familjen Dynastidae. Inga underarter finns listade i Catalogue of Life.

## Bildgalleri

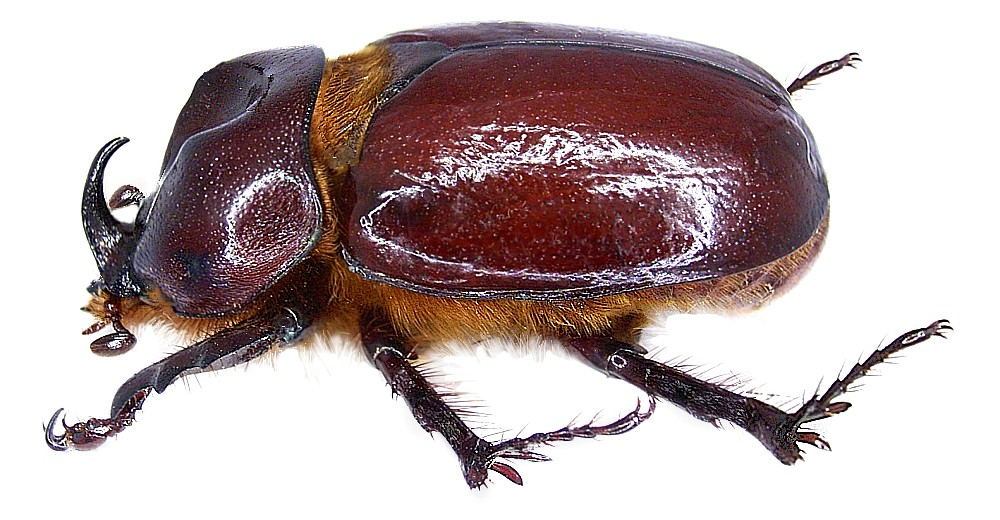
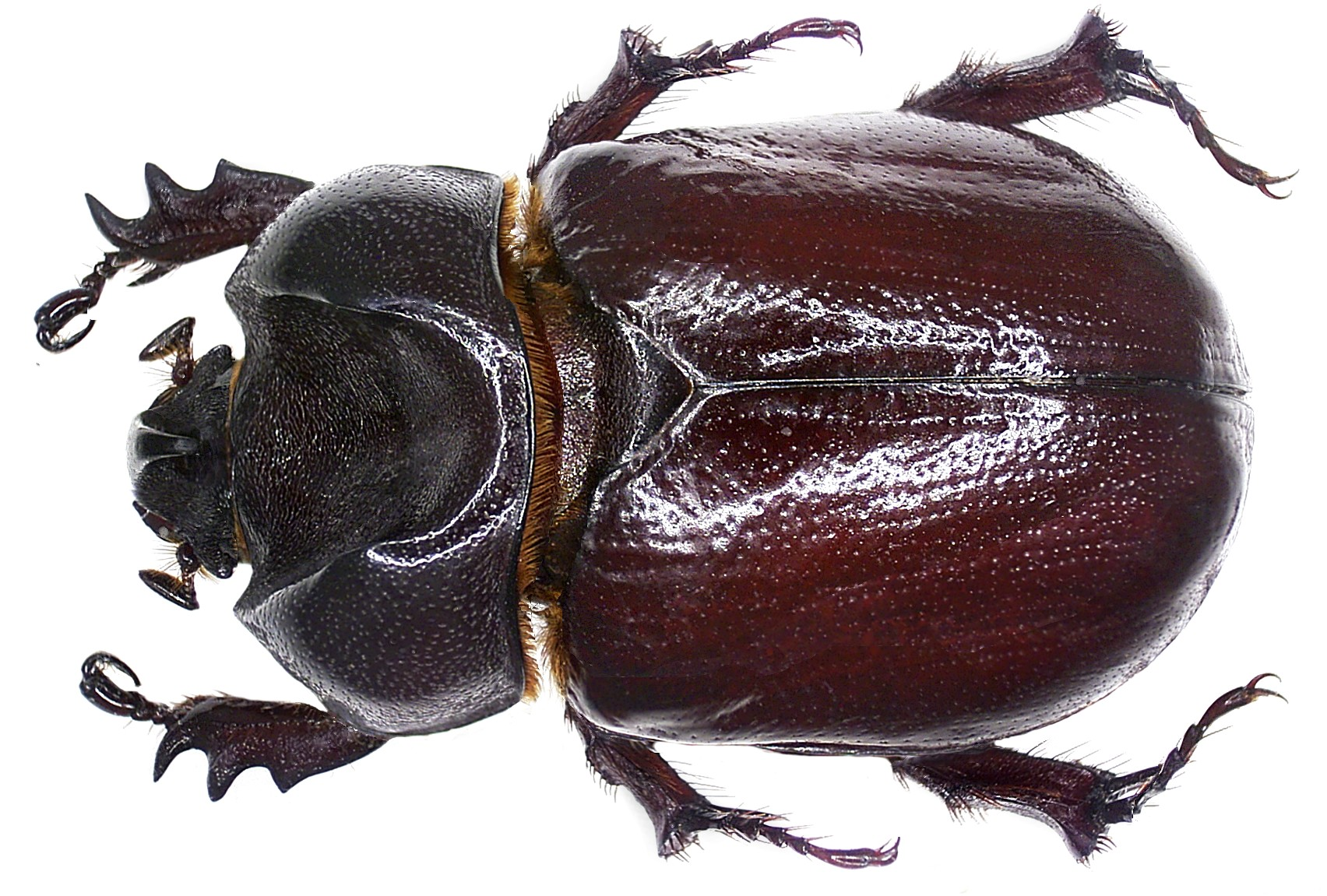